# Стрельниково (Ульяновская область)
У этого термина существуют и другие значения, см. Стрельниково
Стре́льниково — село в Инзенском районе Ульяновской области. Входит в состав Коржевского сельского поселения.

## Расположение
Село расположено в самой северо-восточной оконечности Инзенского района в 54 км от райцентра и в 13 км от центра поселения, на правом берегу реки Суры, неподалёку места впадения в неё рек Штырма и Лаша. Высота центра населённого пункта — 108 м.
Соединено автомобильной дорогой с деревнями Бахметьевка и Ростислаевка Карсунского района.

## История
Данные места были обитаемы с давних времён. Название имеет фамильную основу.
Близ села находится памятник археологии — именьковское поселение X—IX вв.
В первой четверти XVII века владельцем Стрельниково был алатырский татарин Кильдюшей Ишеев; здесь находились его вотчинные земли.
В 1654 году с территории Стрельниково, или близлежащей деревни Дракино, переселился татарский мурза Айзятуллов со своими людьми в район долины речки Ломатка (левый приток реки Сура).
Основным промыслом в Стрельниково (как и в соседних поселениях) считалось изготовление рогожи, циновки и кулей для муки. 
В 3-й Ревизской сказке 1762-64 годы, по Ввальному стану Синбирского уезда, написано: № 744. «новопоселенной деревни Стрельниковой служилые татары которые в минувшей ревизии (1743 г.) написаны были в деревне Белой Воде и Горенках». Это значит, что деревню заселили служилые татары, приблизительно в 1750-х гг., из Татарской Голышевки и Татарских Горенок. 
В 1780 году при создании Симбирского наместничества деревня Стрельниковой вошла в состав Котяковского уезда.
В 1796 году деревня вошла в состав Карсунского уезда Симбирской губернии.
В 1859 году деревня Стрельниково (Зелюки), удельных крестьян, в 21 дворе жило 151 человек, есть магометанская мечеть.
Школы на селе не было, дети ходили обучаться в соседнее татарское село Дракино, где она была построена в 1867 году.
С 1918 года в деревне был создан сельсовет, который вошёл в состав Коржевской волости.

## Население
| Года | Численность | Примечания |
| ---- | ----------- | --- |
| 1780 | 8           | служилых татар |
| 1859 | 151         | Артемьев А. И. Списки населенных мҌстъ /Симбирская Губернія. — Санкт Петербургъ: изданъ Центральнымъ статистическимъ комитетомъ министерства внутреннихъ дҌлъ, 1862. / Мечеть магометанская 1. |
| 1902 | 138         | |
| 1924 | 447         | татары, школа 1-й ступени |